# Skateboard (pel·lícula)
Skateboard (títol original: Thrashin') és una pel·lícula d'aventures estatunidenca de 1986 dirigida per David Winters i protagonitzada per Josh Brolin, Robert Rusler i Pamela Gidley. Ha estat doblada al català.

## Argument
Corey Webster, un noi que aprofita l'estiu per apropar-se a la gran urbs de Los Angeles per llaurar-se una carrera com a patinador professional. Allà coneixerà a Chrissy, la germana d'un altre skater (cap d'una banda rival, els temibles Daggers).

## Repartiment
- Josh Brolin: Cory Webster.
- Robert Rusler: Tommy Hook.
- Pamela Gidley: Chrissy.
- Brooke McCarter: Tyler.
- Josh Richman: Radley.
- Brett Marx: Bozo.
- David Wagner: Little Stevie.
- Chuck McCann: Sam Flood.
- Tony Alva: T.A.
- Mark Munski: Monk.
- Sherilyn Fenn: Velvet.
- Gary Goodrich: Anunciador.
- Rocky Giordani: jutge.
- Steve Whittaker: Conductor d'autobús.
- Per Welinder: El mateix.